# Devante Jacobs
Devante Rogea Jacobs là một cầu thủ bóng đá người Anh thi đấu ở vị trí tiền đạo.

## Sự nghiệp thi đấu
Jacobs ra mắt League One cho Oldham Athletic vào ngày 28 tháng 2 năm 2015, trong thất bại 4-0 trước Preston North End trên sân Boundary Park. Jacobs bị Oldham giải phóng hợp đồng vào ngày 5 tháng 10 năm 2015.

## Thống kê
| Mùa giải            | Câu lạc bộ          | Hạng đấu            | Giải quốc nội | Giải quốc nội | Cúp FA  | Cúp FA    | League Cup | League Cup | Khác    | Khác      | Tổng    | Tổng      |
| Mùa giải            | Câu lạc bộ          | Hạng đấu            | Số trận       | Bàn thắng     | Số trận | Bàn thắng | Số trận    | Bàn thắng  | Số trận | Bàn thắng | Số trận | Bàn thắng |
| ------------------- | ------------------- | ------------------- | ------------- | ------------- | ------- | --------- | ---------- | ---------- | ------- | --------- | ------- | --------- |
| 2014-15             | Oldham Athletic     | League One          | 2             | 0             | 0       | 0         | 0          | 0          | 0       | 0         | 2       | 0         |
| 2015-16             | Oldham Athletic     | League One          | 0             | 0             | 0       | 0         | 0          | 0          | 0       | 0         | 0       | 0         |
| Tổng                | Tổng                | Tổng                | 2             | 0             | 0       | 0         | 0          | 0          | 0       | 0         | 2       | 0         |
| Tổng cộng sự nghiệp | Tổng cộng sự nghiệp | Tổng cộng sự nghiệp | 2             | 0             | 0       | 0         | 0          | 0          | 0       | 0         | 2       | 0         |